# Otto Eltester
Otto Eltester, nemški general in vojaški zdravnik, * 30. oktober 1880, † 13. junij 1957.

## Življenjepis
Eltester je napredoval od navadnega zdravnika do divizijskega zdravnika 6. divizije (1931–1936). Leta 1936 se je upokojil, a je bil čez dve leti reaktiviran.
Med letoma 1938 in 1943 je bil rezervni častnik pri poveljstvu 2. vojaškega okrožja. 31. avgusta 1943 se je ponovno upokojil.